# Espacio de usuario
La expresión espacio de usuario se refiere a un espacio de aplicación, típicamente en Unix o en sistemas operativos tipo Unix, el cual es externo al núcleo. Algunas veces la expresión espacio de usuario puede referirse a una aplicación que lleva a cabo sus propias llamadas al sistema o su propia entrada y salida (E/S), pero por lo común, el espacio de usuario como parte de una aplicación hará llamadas al sistema y otras actividades del sistema desde el núcleo.
En el sentido jerárquico del sistema de archivos, el espacio de usuario se refiere a cualquier espacio de almacenamiento en disco del sistema que no es parte de su almacenamiento crítico, es decir, el espacio de almacenamiento de los usuarios, tal como el de sus documentos personales y otros datos no críticos. En los sistemas Unix este espacio comúnmente reside en los directorios /home, /export/home o /usr/home.

## Espacio del núcleo (kernel)
El espacio del núcleo está estrictamente reservado para ejecutar el kernel de sistema operativo, extensiones de kernel y la mayoría de los controladores de dispositivos. Por el contrario, el espacio de usuario es el área de memoria donde se ejecutan el software de aplicación y algunos controladores.